# 淡水行政中心站

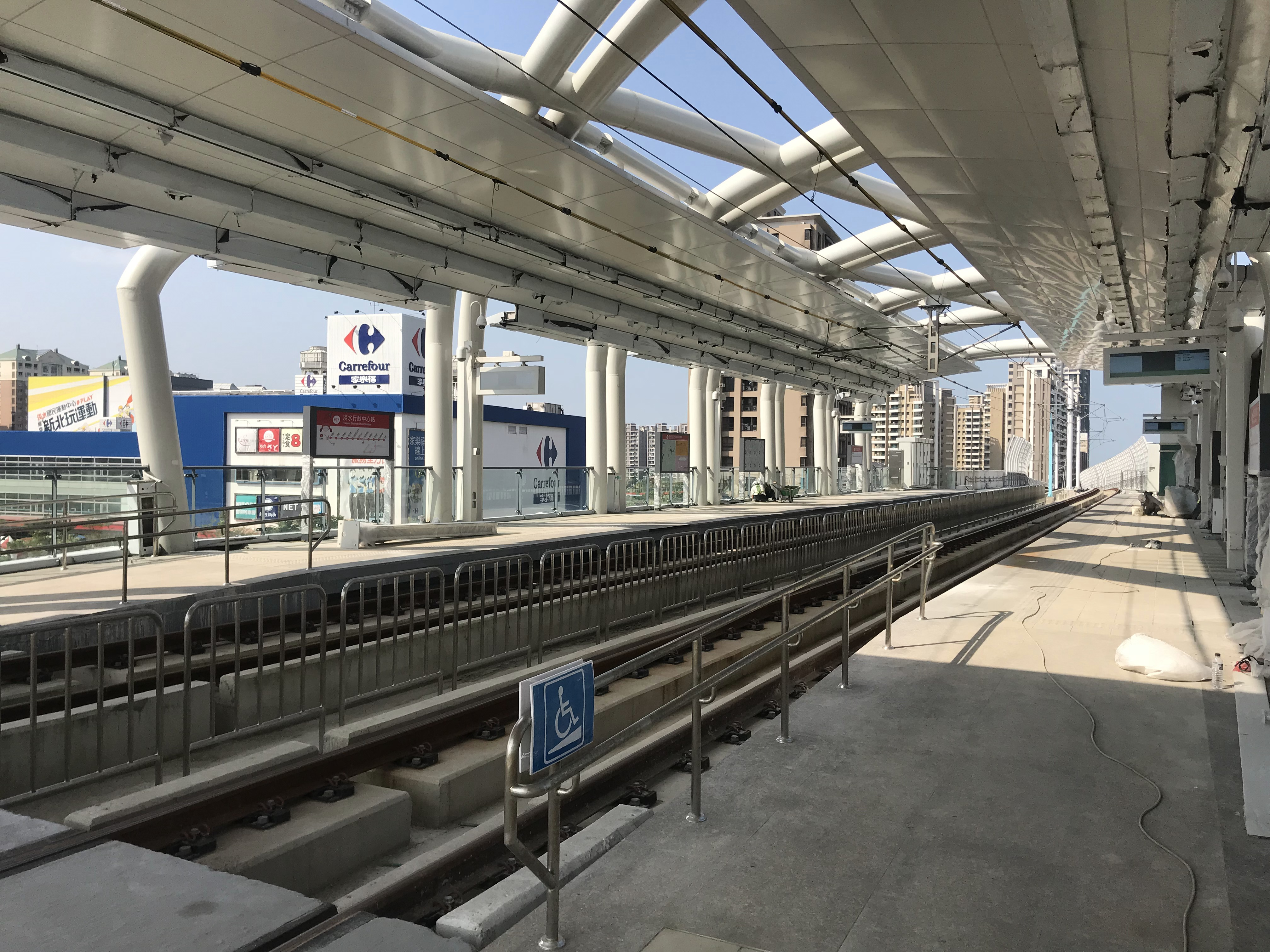
月台

淡水行政中心站位於新北市淡水區濱海路一段及中山北路二段交叉口，是淡海輕軌綠山線的車站。此站與濱海義山站之間的路段為綠山線高架段至地面段之過渡帶。

## 月台構造
- 側式月台兩座

### 月台配置
| 地上 二樓 | 側式月台，右側開門 | 側式月台，右側開門                                    |
| 地上 二樓 | 一月台             | ← 淡海輕軌 往崁頂／淡水漁人碼頭方向（V08 濱海義山站） |
| 地上 二樓 | 二月台             | 淡海輕軌 往紅樹林方向（V06 新市一路站）→              |
| 地上 二樓 | 側式月台，右側開門 |                                                       |
| 地面      | 出入口             | 電扶梯、殘障電梯                                      |

## 歷史
- 2018年12月23日啟用

## 利用狀況
| 年   | 年間    | 年間    | 年間     | 年間     | 1日平均 | 1日平均 |
| 年   | 上車    | 下車    | 上下車計 | 來源     | 上車    | 上下車  |
| ---- | ------- | ------- | -------- | -------- | ------- | ------- |
| 2018 | 沒資料  | 沒資料  | 沒資料   | [ 註 1 ] | 沒資料  | 沒資料  |
| 2019 | 194,000 | 274,000 | 468,000  | [ 註 2 ] | 581     | 1,401   |

## 車站周邊

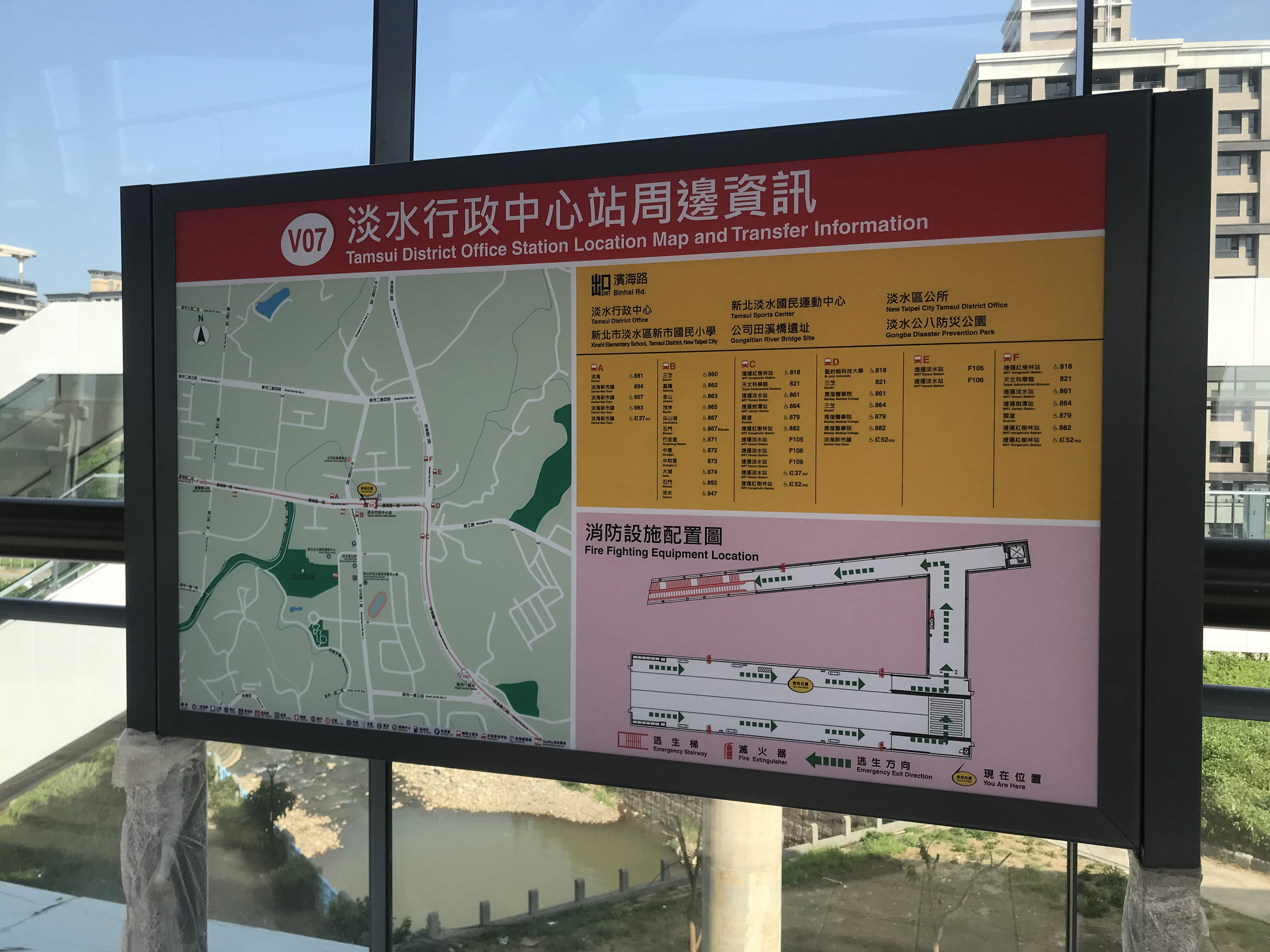
周邊資訊牌

- 公司田溪橋遺蹟（市定古蹟）
- 家樂福淡新店
- 宜得利淡水店
- 淡水區公所
- 新北市淡水區市民聯合服務中心
- 淡水國民運動中心
- 新市國小
- 淡水商工
- 新北市公共自行車租賃系統：
  - 輕軌淡水行政中心站

## 公車資訊
| 編號           | 經營業者           | 區間                     | 備註           |
| -------------- | ------------------ | ------------------------ | -------------- |
| 716台灣好行    | 淡水客運           | 捷運淡水站－野柳地質公園 |                |
| 860            | 淡水客運           | 三芝－捷運淡水站         |                |
| 862            | 淡水客運、基隆客運 | 基隆－淡水               |                |
| 863            | 淡水客運           | 捷運淡水站－金山         |                |
| 865            | 淡水客運           | 捷運淡水站－茂林         |                |
| 867            | 淡水客運           | 捷運淡水站－尖山湖       |                |
| 867區間車      | 淡水客運           | 捷運淡水站－石門         |                |
| 871            | 淡水客運           | 捷運淡水站－行忠堂       |                |
| 871經中山北路  | 淡水客運           | 捷運淡水站－行忠堂       |                |
| 872經正德國中  | 淡水客運           | 捷運淡水站－中泰         |                |
| 873經正德國中  | 淡水客運           | 捷運淡水站－中和里       |                |
| 874            | 淡水客運           | 捷運淡水站－大湖         |                |
| 881            | 指南客運           | 捷運淡水站－淡海         |                |
| 894            | 淡水客運           | 捷運淡水站－淡海新市鎮   |                |
| 947            | 淡水客運、指南客運 | 淡海新市鎮－板橋         |                |
| 957            | 淡水客運、指南客運 | 淡海新市鎮－捷運劍南路站 |                |
| 983            | 淡水客運           | 淡海新市鎮－捷運關渡站   | 淡海線先導公車 |
| 紅37           | 淡水客運           | 捷運淡水站－淡海新市鎮   |                |
| 紅37繞淡水商工 | 淡水客運           | 捷運淡水站－淡海新市鎮   |                |
| 跳蛙公車       | 淡水客運           | 淡海新市鎮－板橋         |                |

## 腳註

### 備註
1. ↑  2018年12月24日營運開始，但免費。
2. ↑  108年新北市捷運統計年報（來源：新北捷運公司。2018年12月23日營運開始，2020年2月1日起開始收費，運量從此日開始計334天）[3]

### 來源資料
1. ↑  .   [2018-12-24]. （原始内容存档于2020-06-07）.
2. ↑  李雅雯. . 自由時報電子報. 2015-09-18  [2015-09-17]. （原始内容存档于2020-06-07） （中文（臺灣））.
3. ↑   (PDF). 新北市政府捷運工程局: 44–48. 2020-06-04  [2020-06-06]. （原始内容 (PDF)存档于2020-06-07）.

## 外部連結
- 新北大眾捷運股份有限公司 （页面存档备份，存于）
- 新北市政府捷運工程局 （页面存档备份，存于）